# ملکه کاتوه
وزیرِ کاتوه (انگلیسی: Queen of Katwe) فیلمی در ژانر زندگینامه‌ای و درام به کارگردانی میرا نایر است که در سال ۲۰۱۶ منتشر شد. از بازیگران آن می‌توان به لوپیتا نیونگو و دیوید اویلوو اشاره کرد.